# Стоян Костурков
Стоян Пенчев Костурков е български политик от Радикалдемократическата партия.

## Биография
Роден е в Панагюрище през 1866 година в семейството на Пенчо и Цвета Костуркови. Произхожда от големия панагюрски род Костуркови, преселници от Костур. По време на Априлското въстание е свидетел на убийства и издевателства от страна на османската войска над местни жители.
В периода 1885 – 1890 година учи в Духовно училище. След това за една година е учител в Панагюрище. През 1891 – 1892 учи право в Женева. След като завършва до 1906 година учителства в градове като Панагюрище, Враца, Хасково, Поморие, София, Варна, Пазарджик. През 1905 година става един от основателите на Радикалдемократическата партия, на която е секретар от 1906 до 1934 година.
През 1918 – 1919 година е назначен за министър на народната просвета. Между 1922 и 1923 година е измежду осъдените за Втората национална катастрофа. През 1923 се противопоставя на опитите за сливане на партията му с Демократическата партия. През 1935 година взима участие в образуването на Народния блок. В периода 1931 – 1934 е министър на железниците, пощите и телеграфите.
През 1933 година опозиционният депутат Григор Чешмеджиев подава интерпелация относно злоупотреби на Костурков при управлението на министерството. Тя е разгледана на 4 май 1934 година и парламентът гласува недоверие на министъра. Последвалата правителствена криза е сред поводите за извършване на Деветнадесетомайския преврат.
През 1943 година Костурков се включва активно в защита на българските евреи. През 1945 година неговата партия се обединява с Отечествения фронт. От 1945 до 1946 година е министър на народното просвещение във втория и третия кабинет на Кимон Георгиев.
Баща е на Пенчо Костурков - юрист и политик, Мария (Минна) Сакъзова (Костуркова) и Цветана Костуркова.